# Lill-Kryckeltjärnen
Lill-Kryckeltjärnen är en sjö i Vindelns kommun i Västerbotten och ingår i Umeälvens huvudavrinningsområde.